# Orosz nyelv

Az orosz nyelv (oroszul: русский язык, latin betűs átírása: russkij jazyk, magyar átírása: russzkij jazik; régies elnevezése nagyorosz nyelv) a legtöbb, mintegy 145 milliónyi anyanyelvi beszélővel rendelkező szláv nyelv, ennélfogva világnyelv. Az ukrán nyelvvel (régiesen kisorosz nyelv), a fehérorosz nyelvvel, valamint a ruszin nyelvvel együtt a keleti szláv nyelvek közé tartozik. Az orosz nyelv nyelvjárási tagoltsága a nagy területi kiterjedéshez képest viszonylag kicsi, az irodalmi nyelv a moszkva-környéki középorosz nyelvjárásokra épül. Az orosz nyelv széles körben elterjedt a tudományok és kulturális érintkezés terén is.

## Története
Az orosz nyelv a szláv nyelvek keleti ágához tartozik. A protoszláv nyelv feltehetően az i. e. 2.-i. e. 1. évezredben vált ki az indoeurópai nyelvcsaládból, ezután fejlődött ki az ősszláv nyelv. Ez a nyelv a 6–7. században három ágra bomlott fel: a keleti, nyugati és a déli ágra; majd a keleti szláv (melyet ó-orosz nyelvnek is neveznek) nyelvből alakult ki a 14.–15. században az orosz (nagyorosz), ukrán (kisorosz) és a belarusz (fehérorosz) nyelv; a 15.–16. században alakultak ki az északi, közép- és a déli nagyorosz nyelvjárások.
A régészeti feltárások bebizonyították, hogy a Novgorodban beszélt orosz nyelvváltozat (vagy épp külön nyelv) igencsak nagy fokú önállóságot mutatott az orosz nyelvtől. Ez megcáfolta azt a sokáig fennálló felfogást, miszerint az orosz tekinthető a régi egységes keleti szláv nyelv ősének, amiből további keleti szláv nyelvek alakultak ki. Az elméletek a szétválást a 15. századra teszik, ezzel szemben a novgorodi már a 9. században létezett és keletkeztek írásos forrásai.
Az orosz nyelv történetének legrégibb emlékei: a novgorodi kódex (11. század), az Osztromir evangélium (1056/1057), ezek egyházi szláv nyelven íródtak, valamint a nyírfa-oklevelek (берестяные грамоты), ez utóbbiak ónovgorodi nyelvjárásban készültek.
A központosított televíziós és rádióadások csökkentik a nyelvjárások közti különbséget, ennek ellenére Moszkva és Szentpétervár – Oroszország két legnagyobb városa – lakóinak nyelvjárása is eltér bizonyos fokig.
Az orosz írás a cirill ábécé betűit használja.
Az egyik ma ismert legrégibb irodalmi nyelvemlék a Ének Igor hadáról (v. Igor-ének – Слово о полку Игореве) a 12. századból, a legrégibb történelmi nyelvemlék az Őskrónika.
Az egyik legismertebb költő és egyben nyelvújító Alekszandr Szergejevics Puskin.

## Fonológia és fonetika

### Bevezetés
A modern orosz nyelv fonetikai rendszere 42 jelentésmegkülönböztető szegmentumot (fonémát) tartalmaz, ebből 6 magánhangzó és 36 mássalhangzó. Ez a terjedelmes fonémakészlet a szláv nyelvekre jellemző kiejtési sajátossággal magyarázható: a legtöbb orosz mássalhangzót keményen és lágyan (palatalizáció) is ejthetjük.
Az orosz magánhangzók ejtése nagyban függ attól, milyen pozíciót foglalnak el a szóban, pontosabban hogy milyen helyzetben vannak a szóhangsúlyhoz képest. Így a magánhangzóknál megkülönböztetünk hangsúlyos, illetve első (közvetlenül a hangsúlyos szótag előtti) vagy második (egyéb) hangsúlytalan helyzetet, és e helyzetek határozzák meg a magánhangzók redukálódásának fokát. Például az o hangsúlyos helyzetben [o], az első hangsúlytalan helyzetben kiejtése [a] (ez az аканье, akanyje jelensége), a másodikban [ə] lesz, az első hangsúlytalan helyzetben lévő e vagy я megközelítő ejtése [i] (иканье, ikanyje) stb.
A magyar nyelvtől eltérően az oroszban a magánhangzók hosszúsága nem jelentésmegkülönböztető (mint például áru – árú), és nem is lényeges a szó megfelelő kiejtése szempontjából. A hangsúlyos magánhangzókat rendszerint félhosszan ejtjük ki, a hangsúlytalan magánhangzókat röviden. Ez a rövidülés olyan fokú lehet, hogy hosszabb orosz szavak szótagszáma a magyar hallgató számára gyakran nem is megállapítható.
A mássalhangzók szó végén a szláv nyelvekre jellemző módon zöngétlenné válnak, az egymás mellé kerülő mássalhangzók kiejtését pedig a magyarhoz hasonlóan többféle hasonulási szabály is befolyásolja.
Az oroszban az i/j hanggal kezdődő vagy végződő kettőshangzóktól eltekintve az egymás után következő magánhangzókat rendszerint külön hangként ejtjük a hangsúlytalan hangok redukálódásának figyelembevételével. A -ja-, -je-, -ij- és hasonló hangcsoportokat egyes orosz nyelvtanok kettőshangzókként írják le, de magyar beszélő számára ezek szinte azonosan hangzanak a magánhangzó és a j hang egymás melletti kiejtésével.

### Magánhangzók
Az orosz nyelvben 6 magánhangzó van (az [ɨ] az [i] allofónjának tekinthető).
|         | elülső  | középső | hátsó   |
| ------- | ------- | ------- | ------- |
| zárt    | i (и)   | ɨ (ы)   | u (у/ю) |
| középső | e (э/е) |         | o (о/ё) |
| nyitott |         | a (a/я) |         |

### Mássalhangzók
Az orosz nyelvben 36 mássalhangzó van, ebből 16 mássalhangzónak van kemény/lágy hangalakja.
A táblázat csak a kemény mássalhangzókat tartalmazza.
|               | bilabiális | labio- dentális | alveoláris | post- alveoláris | palatális | veláris |
| ------------- | ---------- | --------------- | ---------- | ---------------- | --------- | ------- |
| Plozívák      | p b        |                 | t d        |                  |           | k g     |
| Affrikáták    |            |                 | t͡s         | t͡ɕ               |           |         |
| Nazálisok     | m          |                 | n          |                  |           |         |
| Vibránsok     |            |                 | r          |                  |           |         |
| Frikatívok    |            | f v             | s z        | ʂ ʐ              |           | x       |
| Approximánsok |            |                 |            |                  | j         |         |
| Laterálisok   |            |                 | ɫ          |                  |           |         |

## Kiejtés
Az orosz nyelv kiejtésének a kutatásával az orosz irodalmi nyelv fonetika és a fonológia szaktudományai foglalkoznak. Bővebb értelemben véve az orosz nyelv nyelvjárási változatainak kiejtését is vizsgálják.

### Hanglejtés (tonalitás)
Az orosz nyelv atonális nyelv, azaz a magánhangzók hangmagassága nem befolyásolja a szó jelentését. A magyar és a német nyelvhez hasonlóan az orosz nyelvben is különböző hangmagasságot használunk egy mondaton belül vagy a mondat végén, attól függően, hogy kijelentő mondatról, kérdő vagy felkiáltó mondatról van-e szó. Erre az orosz nyelvben 7 intonációs szerkezet van (интонационные конструкции), ezek különböző kijelentő és kérdő mondatokat jelölnek. A tonális nyelvekben ezzel szemben a hangmagasság megváltoztatja az egyes szavak jelentését.

### Szóhangsúly
Az orosz nyelvben a szóhangsúly dinamikai jellegű, szabad és kötetlen, valamint jelentésmegkülönböztető szerepe van. Ez azt jelenti, hogy a hangsúlyos szótagot idegen nyelvi beszélő számára is jól érzékelhetően erősebb nyomatékkal ejtik ki, a hangsúly a szó bármely szótagjára eshet és helye a szón belül változhat is alaktani változások esetén, továbbá egyes szópárok megkülönböztetése kizárólag szóhangsúlyuk alapján történik. (A magyar nyelv szóhangsúlya szintén dinamikai jellegű, de az orosszal ellentétben állandó és kötött, mivel minden szóban és minden alakban az első szótagra esik, ebből következően jelentésmegkülönböztető szerepe sem lehet.)
A magánhangzók kiejtését nagy mértékben befolyásolja, hogy hangsúlyos szótagban fordulnak-e elő, illetve hogy a szón belül ahhoz viszonyítva hol találhatók, így a hangsúly szabadsága miatt idegen nyelvűek számára hallás alapján nem mindig egyértelmű egy-egy szó alaktani változatainak összetartozása.

## Nyelvtan

### Betűkészlet
|    | Orosz ábécé \| Аа \| Бб \| Вв \| Гг \| Дд \| Ее \| Ёё \| \| Жж \| Зз \| Ии \| Йй \| Кк \| Лл \| Мм \| \| Нн \| Оо \| Пп \| Рр \| Сс \| Тт \| Уу \| \| Фф \| Хх \| Цц \| Чч \| Шш \| Щщ \| Ъъ \| \| Ыы \| Ьь \| Ээ \| Юю \| Яя \| \| \| |    |    |    |    |    |
| Аа | Бб | Вв | Гг | Дд | Ее | Ёё |
| Жж | Зз | Ии | Йй | Кк | Лл | Мм |
| Нн | Оо | Пп | Рр | Сс | Тт | Уу |
| Фф | Хх | Цц | Чч | Шш | Щщ | Ъъ |
| Ыы | Ьь | Ээ | Юю | Яя |    |    |

Az orosz nyelv cirill írást használ, amelyet görög szerzetesek, Cirill és Metód fejlesztettek ki, hogy lefordítsák a Bibliát ószláv egyházi nyelvre. A betűk eredete a görög ábécé. Oroszországon kívül – többek között – Fehéroroszországban, Ukrajnában, Bulgáriában, Szerbiában, Montenegróban, az egykori szovjet uralomnak köszönhetően Mongóliában használnak cirill betűket.
Az 1918-ban bevezetett orosz helyesírási reform óta az orosz ábécé 33 betűből áll: ebből 10 betű a magánhangzók jelölésére szolgál: а, е, ё, и, о, у, ы, э, ю és я. A többi 23 betű a mássalhangzókat jelöli, a ъ és a ь nem jelölnek konkrét hangot, hanem csak a megelőző mássalhangzók lágyságát ill. keménységét jelzik.

### Alapismeretek
A legtöbb szláv nyelvhez hasonlóan az orosz nyelv is erősen flektáló nyelv. Három nyelvtani nemet különböztet meg, hat nyelvtani esetben ragoz. A nyelvtani nemen belül megkülönböztetünk élő és élettelen főneveket.
A következő esetek vannak az orosz nyelvben: alanyeset, tárgyeset, birtokos eset, részes eset, eszközhatározói eset és elöljárós eset. A Где? (hol?) kérdésre elöljárós esettel válaszolunk, a Куда? (hová?) kérdésre pedig tárgyesettel (mint például a német nyelvben).
Az orosz nyelvben a következő szófajokat ragozzuk: főnév, melléknév, névmás, számnév és ige. A határozószót csak fokozzuk.
Az egyes szám tárgyesetben a hímnemű szófajokat élő és élettelen kategória szerint megkülönböztetjük: az „élő” szófajoknál a tárgyeset a birtokos esettel egyezik meg, az „élettelen” szófajoknál pedig az alanyesettel.

### Főnevek
A főnév nemét többnyire a végződéséről ismerhetjük fel. Az а-ra vagy  я-ra végződő főnevek kevés kivétellel nőneműek, az о, ё е végűek semlegesneműek. A ь-re végződő főnevek lehetnek hímneműek vagy nőneműek. Ezeket a főneveket különböző módon ragozzuk, attól függően, hogy hím- vagy nőnemű főnévről van-e szó (Például путь – út (hn.), любовь – szerelem (nn.)) A ь-re végződő hímnemű főnevek ritkábban fordulnak elő, mint a nőnemű ь végű főnevek. A mássalhangzóra végződő főnevek hímneműek.
A idegen szavakat az orosz nyelvben is többnyire az eredeti nemük szerint használjuk (ld. alább!). Egyes olyan idegen szavak, amelyek nem illenek be az orosz nyelv rendszerébe, semlegesnemű és ragozhatatlan főnévek közé tartoznak. (például show шоу, rádió радио, metró метро).
Az orosz nyelvben nincsen határozott vagy határozatlan névelő.
Az orosz nyelv három ragozási típust különböztet meg: I. típushoz tartoznak a hím- és semlegesnemű főnevek, a II. típushoz tartozó főnevek többnyire nőneműek. A III. típushoz azok a  többnyire nőnemű főnevek tartoznak, amelyek ь-re végződnek. Különleges típust képeznek a semlegesnemű мя végű főnevek (például имя – név, время – idő).
Példák a főnévragozásra: a стол – asztal (I.típus) és a nőnemű площадь – tér (III.típus)
Egyes szám:
```
1. стол   площадь
2. стол   площадь
3. стола  площади
4. столу  площади
5. столом площадью
6. столе  площади
```

A ragozás során megkülönböztetünk kemény és lágy mássalhangzóra végződő főneveket. A ragozás az alábbi példák szerint történik:
- kemény/lágy mássalhangzóra végződő főnevek
```
-а -я
-у -ю
-ы -и
-о -е (ha hangsúlytalan) -ё (ha hangsúlyos)
```

A mássalhangzóra végződő főneveket a táblázatban -0- (végződés nélkül) jelöli.
I. főnévragozás – Hímnemű főnevek
```
 
Egyes szám

Alanyeset                      –    -ь    -й    -ий
Tárgyeset                      -/-а -ь/-я -й/-я -ий/-ия
Birtokos eset                  -а   -я    -я    -ия
Részes eset                    -у   -ю    -ю    -ию
Eszközhatározós eset           -ом  -ем³  -ем³  -ием
Elöljárós (helyhatározós) eset -е   -е    -е    -ии
```

```
 
Többes szám

Alanyeset                      -ы¹     -и     -и      -ии
Tárgyeset                      -ы¹/-ов -и/-ей -и/-ев³ -ии/-иев
Birtokos eset                  -ов²    -ей    -ев³    -иев
Részes eset                    -ам     -ям    -ям     -иям
Eszközhatározós eset           -ами    -ями   -ями    -иями
Elöljárós (helyhatározós) eset -ах     -ях    -ях     -иях
```

- Tárgyeset: az élő főnevek tárgyesete megegyezik a birtokos esettel, az élettelen főneveknél megegyezik az alanyesettel.
- 1: susogó és "köhögő" г, к, х hangok után и-t írunk.
- 2: susogó hangok után ей-t írunk.
- 3: lágy mássalhangzó után hangsúlyos helyzetben ё-t írunk, hangsúlytalan helyzetben е betűt.

I. főnévragozás – Semlegesnemű főnevek
```
 
Egyes szám

Alanyeset                      -о¹  -е²
Tárgyeset                      -о¹  -е²
Birtokos eset                  -а   -я
Részes eset                    -у   -ю
Eszközhatározós eset           -ом¹ -ем²
Elöljárós (helyhatározós) eset -е   -е³
```

```
 
Többes szám

Alanyeset                      -а   -я
Tárgyeset                      -а   -я
Birtokos eset                  –    -й
Részes eset                    -ам  -ям
Eszközhatározós eset           -ами -ями
Elöljárós (helyhatározós) eset -ах  -ях
```

- 1: susogó hangok után hangsúlyos helyzetben о-t, hangsúlytalan helyzetben е betűt.
- 2: Lágy mássalhangzók után hangsúlyos helyzetben ё-t írunk, hangsúlytalan helyzetben е betűt.
- 3: Azoknál a főneveknél, amelyek egyes szám alanyesetben ие-re végződnek, itt и-t írunk.

II. főnévragozás – (főleg) nőnemű főnevek
```
 
Egyes szám

  Alanyeset                      -а   -я   -ия
  Tárgyeset                      -у   -ы   -ию
  Birtokos eset                  -ы¹  -и   -ии
  Részes eset                    -е   -е   -ии
  Eszközhatározós eset           -ой² -ей³ -ией
  Elöljárós (helyhatározós) eset -е   -е   -ии
```

```
 
Többes szám

  Alanyeset                      -ы¹   -и   -ии
  Tárgyeset                      -ы¹/- -и/ь -ии/ий
  Birtokos eset                  –     -ь   -ий
  Részes eset                    -ам   -ям  -иям
  Eszközhatározós eset           -ами  -ями -иями
  Elöljárós (helyhatározós) eset -ах   -ях  -иях
```

- 1: Susogó hangok után és г, к és х után и-t írunk.
- 2: Susogó hangok után hangsúlyos helyzetben о-t írunk; hangsúlytalan helyzetben е betűt.
- 3: Lágy mássalhangzók után hangsúlyos helyzetben ё betűt írunk, hangsúlytalan helyzetben е-t.
- Többes szám tárgyesetben szintén megkülönböztetjük az élő (megegyezik a birtokos esettel) és élettelen főneveket (megegyezik az alanyesettel).

III. főnévragozás
```
 
Egyes szám
 (nőnemű)  (semlegesnemű)
Alanyeset            -ь          -мя
Tárgyeset            -ь          -ям
Birtokos eset        -и          -мени
Részes eset          -и          -мени
Eszközhatározós eset -ью         -менем
Elöljárós eset       -и          -мени
```

```
 
Többes szám

Alanyeset            -и          -мена
Tárgyeset            -и/-ей      -мена
Birtokos eset        -ей         -мён
Részes eset          -ям/-ам     -менам
Eszközhatározós eset -ями/-ами   -менами
Elöljárós eset       -ях/-ах     -менях
```

### Számnevek
Minden számnevet ragozunk, mégpedig az utána következő melléknévvel vagy főnévvel együtt. Ha egy tőszámnév alanyesetben vagy tárgyesetben áll (kivéve az élő főnevek tárgyesetét), a következőket kell megjegyeznünk:
- a) a два, три, четыре (kettő, három, négy) számnevek után  a melléknév többes szám birtokos esetben áll (hím- vagy semlegesnem, néha nőnemben is), ill. többes szám alanyesetben (nőnem) és a főnév egyes szám birtokos esetben áll.
- b) a пять, шесть…двадцать (öt, hat…húsz) számnevek után a főnév és a melléknév is többes szám birtokos esetben áll.

… a további tőszámnevekre az alábbiakat kell megjegyeznünk:
- minden összetett számnév után, amelyek два, три, четыре számmal végződnek  a fenti a) szabály érvényes, akkor is, ha tárgyesetben álló élő főnévről van szó.
- a többi összetett számnévre (az один végű számnevek kivételével) a fenti b) szabályt alkalmazzuk.

Határozatlan számnevek esetében alanyesetben a b) szabály érvényes.

### Igék

#### Az igeszemlélet
Az orosz nyelvben (a szláv nyelvek többségéhez hasonlóan) az igének lényeges tulajdonsága az igeszemlélet, amely lehet folyamatos vagy befejezett. (A magyar és a német nyelvben lehet bizonyos értelemben hasonló igeszemléletről beszélni, amit az oroszhoz hasonlóan leggyakrabban igekötők fejeznek ki, de önálló szavak is jelezhetnek, például folyamatos sprechen és befejezett sagen. Ezzel szemben az elnevezésbeli hasonlóság ellenére az orosz igeszemléletnek nincs sok köze az angol folyamatos és befejezett igeidőkhöz, már csak azért sem, mert míg az orosz nyelvben egy ige mindig egyértelműen vagy befejezett vagy folyamatos, addig az angolban egy igeidő lehet akár egyidejűleg folyamatos és befejezett, de lehet egyszerű igeidő is, vagyis se folyamatos, se befejezett.)
A befejezett igealakot az alábbiak szerint képezzük:
- a folyamatos igéhez kapcsolt igekötővel (például делать (F) – сделать (B) – megcsinál, csinál)
- tőváltozással (például пoнять (B) – пoнимать (F) – megért, ért)
- ritkán egy teljesen más igével (például брать (F) – взять (B) - sokféle jelentésű szó, pl. visz, elvisz)

#### Az igeidők
Az igeragozás három időt (jelen, múlt, jövő) ismer. Az igemódok közül a felszólító mód paradigmája (eltérően például a magyartól) csak második személyű formát ismer. Az igék zöme két, folyamatos és befejezett alakból álló párt alkot. A pár befejezett tagja formailag jelen időben ragozva jövő idejű értelmű.

#### Jelen idő
Csak a folyamatos szemléletű igealakokat használhatjuk a jelen idő kifejezésére. Az aktuális eseményeket csak a jelen időben ragozott folyamatos ige fejezi ki.
Что ты делаешь? – Mit csinálsz? (most éppen)

#### Jövő idő
A befejezett szemléletű ige jelen ideje jövőben lezajló befejezett cselekvést fejez ki (azaz befejezett jövő időt).
Что ты сделаешь? – Mit fogsz tenni? (majd később)
A jövő időt ezenkívül kifejezhetjük még összetett módon is, amelyet a быть (van) létige ragozott alakjával és a folyamatos ige főnévi igenevével fejezünk ki, mint például a német nyelvben is.
Что ты будешь делать? – Mit fogsz csinálni? (folyamatos)

#### Múlt idő
Az orosz nyelvben csak egy múlt idő van. Mind a folyamatos, mind a befejezett ige állhat múlt időben, így tehát múlt időben is különbséget tehetünk folyamatos vagy befejezett cselekvés között. A múlt idejű igealakokat csak a megfelelő személyes névmások különböztetik meg, valamint nem és szám szerint is különböző alakjai vannak. Képzése rendszerint úgy történik, hogy a főnévi igenév végződése helyére egy -л  végződést (hímnem), -ла végződést (nőnem), -ло végződést (semlegesnem), és -ли végződést (többes szám) teszünk.
- folyamatos igék:

я делал /-ла /-ло  = csináltam (hn/nn/sn) 

ты делал/-ла /-ло  = csináltál (hn/nn/sn) 

oн/oна/oно делал/-ла /-ло  = csinált (hn/nn/sn) 

мы делали          = csináltunk 

вы делали          = csináltatok 

они делали         = csináltak
- befejezett igék:

я сделал /-лa /-лo  megcsináltam (hn/nn/sn) 
 … stb. (hasonlóképpen a folyamatos igékhez).
A folyamatos ige múlt ideje értelemszerűen arra utal, hogy egy általános érvényű vagy hosszabb ideig tartó cselekvésről van szó, míg a befejezett ige múlt ideje egy múltban történt egyszeri (nem folyamatos) cselekvésre utal.
- befejezett igeidők

Elég sok orosz nyelvjárásban (például a pszkovi és a novgorodi nyelvjárások és a lipovánok nyelvjárása) – az irodalmi orosz nyelvvel ellentétben befejezett igeidők is vannak, amelyeket állítmányi (rövid) alakkal vagy személytelen szenvedő szerkezettel képzünk. Például отец уже пришедши (az apa már megérkezett), здесь у вилков хожено (Itt farkasok jártak.)

#### A létige
A быть (van) igét az orosz nyelvben csak múlt és jövő időben ragozzuk. Jelen időben általában minden személyben és számban elhagyjuk, ellentétben a legtöbb indoeurópai nyelvvel, és eltérően a magyar nyelvtől is, ahol csak az egyes szám harmadik személyben marad el általában. Így tehát az orosz nyelvben nincs kopula: Я маленький – Kicsi vagyok. Magának a létezésnek a hangsúlyozására azonban egyes szám 3. személyben is használják a nemragozott есть igealakot, továbbá a birtoklás kifejezésére is az У меня есть… típusú kifejezésekben.

#### A birtoklás kifejezése
A birtoklás kifejezésére az orosz nyelv a magyarhoz hasonlóan, de sok indoeurópai nyelvtől eltérően elsősorban nem birtoklást jelentő igét használ. Az orosz olyan szerkezetet alkalmaz, melyben a formális alany szerepét a birtok tölti be, a birtokos pedig egy határozó szerepét veszi fel: У меня есть… - Nekem van… (egy) (szó szerint: nálam van). Ugyanez tagadó változatban: У меня нет… Nekem nincs… (szó szerint: *nálam nincs), amit a tagadott birtok birtokos esetben követ, megfelelően az oroszban a tagadásra vonatkozó általános szabálynak.
A birtoklást jelentő иметь (birtokolni) igét a magyarhoz hasonlóan ritkán használják oroszul.

### Melléknevek
Az orosz nyelvben megkülönböztetünk jelzői (például старая книга – régi könyv) és vonatkozó mellékneveket (például пожарная команда – tűzoltóság).
Ragozása
```
                  Egyes szám
                       (hímnem)      (semlegesnem) (nőnem)
Alanyeset                -ый / ой       -ое          -ая
Tárgyeset                -ый / ого      -ое / ого    -ую
Birtokos eset            -ого           -ого         -ой
Részes eset              -ому           -ому         -ой
Eszközhatározós eset     -ым            -ым          -ой
Elöljárós eset           -ом            -ом          -ой
```

```
                  Többes szám
                    (mindhárom nem)
Alanyeset                -ые
Tárgyeset                -ые / ых
Birtokos eset            -ых
Részes eset              -ым
Eszközhatározós eset     -ыми
Elöljárós eset           -ых
```

A többes szám tárgyesetben, a hímnemű és semlegesnemű főnevek jelzői esetében a végződés élő főnevek esetében a birtokos esettel egyezik, élettelen főnevek esetében a tárgyesettel egyezik meg. A hímnemű melléknevek egyes számban ой-ra végződnek, ha a hangsúly erre a végződésre esik (például большо́й – nagy). Susogó hangok esetében és г, к, х betűk után ы helyett  и-t írunk.
Megkülönböztetünk továbbá keménytövű mellékneveket (ld. a fenti táblázatban), és lágytövű mellékneveket. Az utóbbiak ragozására ez vonatkozik:
Ha a hímnemű melléknevek alanyesetben ий-re végződnek és a semlegesnemű melléknevek ее-re, akkor az alábbi végződéseket használjuk: -его, -ему, -ым és -им.
Ha a nőnemű melléknevek alanyesetben яя-ra végződnek, akkor az -ей és -юю végződéseket használjuk.
Ha többes számban álló melléknév ие-re végződik, akkor az alábbi végződéseket használjuk: их, им, ими és их.
Fokozása
Az egyszerű középfokot az állítmányi melléknév alapfokából az -е, -ее (-ей) végződés hozzáadásával képezzük, s csak állítmányként használható. A legtöbb melléknévből így képezzük az egyszerű középfokot: például красивый\красив – красивее\красивей (szép – szebb). Főként a kétszótagú melléknevek esetében a hangsúly gyakran áttevődik az elsőről a második szótagra:
сильный\силён – сильнéе\сильнéй (erős -erősebb).
Az összetett középfokot a ragozatlan более (több) ill. менее (kevesebb) szóval képezzük, amelyet az alapfokú melléknév elé teszünk, például более старый (öregebb), менее старый (kevésbé öreg).
Ezenkívül rengeteg rendhagyó középfokú alakkal rendelkező melléknevet ismerünk, mint például
xороший\хорош – лучший\лучше (jó – jobb); маленкий (малый) – меньше (kis – kisebb); старый\стар – старший\старше (öreg – öregebb). Állítmányként csak a rövid alakot használjuk, például (Ő idősebb. – Он старше.)
Az összetett felsőfokot a самый (minden, egész, maga) szó használatával képezzük, amelyet a melléknév elé teszünk, például самый старый (legöregebb).
A jelzői felsőfokot, (elativus) azaz a kiemelő értelmű felsőfokot, az -ейш- képzővel alkotjuk meg, (susogó hangok után -айш- képzővel). Az oroszban ezt az alakot gyakrabban használják a köznyelvben (gyakoribb a крупнейший forma az irodalmibb  самый крупный – (legnagyobb) alakkal szemben.
A наи- előképző segítségével az ún. túlzófokot fejezzük ki, például наилучший – (a legeslegjobb).

### Melléknévi igenevek
A melléknévi igeneveknek mind igei, mind melléknévi tulajdonságaik vannak. Négy melléknévi igenév van az orosz nyelvben:
- Cselekvő jelen idejű melléknévi igenév: folyamatos igéből képezzük a -ющ-/-ущ- ill. -ящ-/-ащ- képzőkkel;
- Cselekvő múlt idejű melléknévi igenév:  a -вш-/-ш- képzővel;
- Szenvedő jelen idejű melléknévi igenév: -ем-/-им-/-ом- képzővel;
- Szenvedő múlt idejű melléknévi igenév: a -нн-, bzw. -енн-/-ённ- képzővel vagy -т- képzővel. Ennek rövid alakja is van. Emellett van még az orosz nyelvben határozói igenév is (or. деепричастия), ez a szófaj igei és határozói tulajdonságokkal rendelkezik. Határozóként használjuk a mondatban.

## Nyelvjárások
Oroszország európai részén három jól elkülöníthető nyelvjárási területet különböztetünk meg, ezek Észak-, Közép- és Dél-Oroszország. E területeket további nyelvjárásokra  oszthatjuk fel. Általánosságban azonban kijelenthető, hogy a nagy terület ellenére az orosz nyelvjárások nem különböznek markánsan egymástól, mint például Németországban vagy Franciaországban. Kiejtésbeli különbségek az országban sehol sem térnek el annyira, hogy két orosz ne tudná megérteni egymást.

### Északorosz nyelvjárás
A Ladoga-tó vonalától északkeletre Novgorod és Jaroszlavl városoktól egészen Joskar-Oláig. Ezt a nyelvjárást jellemzi a hangsúlytalan o világos ejtése – [o] (оканье – okanje), a gutturális g és a kemény t.
- Ladoga és Tyihvin környéki nyelvjárás
- kosztromai nyelvjárás
- vologdai nyelvjárás
- Onyega-menti nyelvjárás
- Bjeloje ozeroi nyelvjárás

### Középorosz nyelvjárás
Északi határa Szentpétervártól kezdve Novgorod és Ivanovo városoktól egészen le Nyizsnyij Novgorodig és Csebokszáriig, a déli határa Velikije Luki várostól kezdve Moszkvától Penzáig tart. Ez a terület felmutat mind északi, mind déli nyelvjárási elemeket. Nyugaton a hangsúlytalan o mindig [o], keleten [a] (аканье).
- Nyugati középorosz nyelvjárás Pszkov központtal
- Ny-középorosz nyelvjárás Novgorod központtal
- Keleti középorosz nyelvjárás Moszkva és környéke központal
- K-középorosz nyelvjárás Jegorevszk és környéke központtal
- K-középorosz nyelvjárás Tyemnyikov és környéke központtal
- K-középorosz nyelvjárás Volga-Vlagyimir területen

### Délorosz nyelvjárás
Velikije Luki és Rjazany városoktól délre Tambovig. Itt a hangsúlytalan o-t [a]-nak ejtik, és frikatív g-t, valamint lágy t-t ejtenek.
- rjazanyi nyelvjárás
- dnyeperi nyelvjárások
- oszkoli nyelvjárás

## Keveréknyelvek
Létezik vagy volt néhány keveréknyelv az orosz nyelvvel. A legismertebb ilyen keveréknyelvek a közeli rokon nyelvekkel, például az ukrán-orosz (szurzsik) keveréknyelv, és a fehérorosz-orosz (traszjanka) keveréknyelv. A Szovjetunión belül a szibériai és ázsiai népek izolált nyelveivel is keveredett az orosz nyelv. Norvégia északi-sarki határánál 100 éve még aktívan beszéltek norvég-orosz nyelven. A Távol-Keleten a kínaiakkal való kapcsolat következtében kialakult a Kjahta-orosz nyelv. Németországban az orosz nyelvű bevándorlók egy része által alakult ki a németországi orosz keveréknyelv, ami nem tévesztendő össze az Oroszországban élő németek által beszélt nyelvvel.
A volt Szovjetunió legtöbb tagállamában ma is élnek orosz ajkú beszélők, akiknek nyelvhasználata, repertoárja a lakóhelyük hivatalos nyelvének befolyása alá került. A baltikumi Észtország helyi orosz nyelvváltozatára jellemző például a szóátvételek használata (részben kulturális kölcsönzések, különféle speciális regiszterek, mint az államigazgatás és hivatalok nyelvezete), észt mintára képzett tükörfordítások, és kisebb változások a nyelvtanban is (bizonyos morfoszintaktikai szerkezetek megváltozása), továbbá a helyi orosz kommunikációra jellemző a különféle észt diskurzusjelölők (köszönések, egyéb fatikus elemek) és közbevetések használata.

## Orosz nyelvű irodalom
Az orosz regény és drámaírás a 19. században nagyot fejlődött. Turgenyev, Tolsztoj (Háború és béke, Anna Karenina), Dosztojevszkij (Bűn és bűnhődés) és mások regényei, a költő Puskin művei, Gogol, Csehov színművei az egész világon érvényes alkotások. A 20. században szintén voltak világirodalmi jelentőségű szovjet-orosz írók (Borisz Leonyidovics Paszternak, Jevgenyij Zamjatyin, Mihail Bulgakov, Mihail Alekszandrovics Solohov, Alekszandr Szolzsenyicin), akiknek műveit a Szovjetunió fennállása alatt otthon kevés kivételtől eltekintve nem jelentették meg, a rendszer megengedte számukra művészetük kibontakozását és elismerte tehetségüket.